# Kłamczucha
Kłamczucha – drugi tom z cyklu Jeżycjada autorstwa Małgorzaty Musierowicz. Książka wydana w 1979. Powieść została zilustrowana przez autorkę.

## Fabuła
Akcja powieści zaczyna się w Łebie, ale szybko przenosi się do Poznania. W Łebie mieszka wraz z ojcem piętnastoletnia Aniela Kowalik, osoba obdarzona tupetem i temperamentem. Dziewczyna marzy o tym, by zostać znaną aktorką, zaczytuje się dramatami i godzinami odgrywa przed lustrem najsłynniejsze teatralne role. Pewnego dnia spotyka na plaży Pawełka – przystojnego blondyna, który zawraca jej całkowicie w głowie. Ponieważ obiekt jej westchnień mieszka w Poznaniu, Anielka pod pretekstem nauki w liceum poligraficznym (którego nie ma w Łebie), wyjeżdża tam z zamiarem zacieśnienia atrakcyjnej znajomości. Rezygnuje z internatu i postanawia zamieszkać u swoich wujostwa, gdyż ich mieszkanie znajduje się bliżej mieszkania Pawła. Próbuje nawiązać kontakt ze swym ukochanym, lecz kiedy do niego dzwoni, zostaje wzięta za inną dziewczynę, Danusię. Aniela bardzo cierpi z tego powodu. Przypadkiem, aby wybawić z tarapatów dzieci swego wuja, udaje się w przebraniu, jako Franciszka Wyrobek, do domu kobiety, która okazuje się mamą Pawełka. Kobieta proponuje Franciszce (Anieli) pracę, a ta zgadza się bez wahania, gdyż to doskonała szansa, aby być blisko swego ukochanego i obserwować go, będąc w świetnym, prawie niemożliwym do rozpoznania przebraniu Franciszki Wyrobek.

## Główna bohaterka
Aniela Kowalik to dziewczyna inteligentna, oczytana, odważna, ponieważ wyjechała do Poznania całkiem sama, zostawiając w Łebie przyjaciół oraz ojca, obdarzona poczuciem humoru z jednoczesnym zamiłowaniem do dramatyzmu. Interesuje się teatrem, chce zostać aktorką. Jest energiczna i zaradna. Z powodu próżności często rezygnuje z noszenia dużych okularów, co prowadzi do zabawnych omyłek, napędzających akcję (w tym zakochanie się w niej przez Pawełka). Pracowała u matki Pawła jako Franciszka Wyrobek. Została nazwana przez Mamerciątka „Kłamczuchą” po tym, jak próbowała im pomóc, kłamiąc. Również za pomocą kłamstwa zamieszkała u wujostwa.

## Pozostali bohaterowie
- Józef Kowalik – ojciec Anieli, starający się surowo wychowywać krnąbrną córkę. Syn Weroniki i Jana.
- Mamert Kowalik – mieszkający z rodziną w Poznaniu, kuzyn Józefa i stryj Anieli, z zawodu chirurg.
- Teofila „Tosia” Kowalik – żona Mamerta, pianistka, mama Romci i Tomcia.
- Romcia i Tomcio Kowalikowie – zwane też Mamerciątkami; pomysłowe dzieci Tosi i Mamerta.
- Ligia Muszyńska (Ciotka Lila) – ekscentryczna starsza pani, emerytowana nauczycielka, wielbicielka malarstwa i literatury, krewna Tosi.
- Paweł „Pawełek” Nowacki – bardzo przystojny, rozpieszczony blondyn, syn wicedyrektorki, którego Aniela poznaje w Łebie.
- Robert Rojek – zwany też Robrojkiem; sympatyczny kolega Anieli z nowej szkoły i jej wytrwały wielbiciel (dziewczyna nie odwzajemnia uczucia).
- Danusia Filipiak – nieco sztuczna dziewczyna z ambicjami artystycznymi, także zainteresowana Pawełkiem; postać znana z poprzedniego tomu Jeżycjady – Szósta klepka, w którym była wymigującą się od nauki przyjaciółką głównej bohaterki Cesi.
- Pani Wicedyrektor Dąbek-Nowacka – mama Pawełka, u niej Aniela pracowała pod zmyślonym nazwiskiem jako Franciszka Wyrobek.
- Cesia Żak – zielonooka przyjaciółka Danusi o miłym usposobieniu.
- Kasia Kurka – przyjaciółka Anieli Kowalik.
- Profesor Dmuchawiec – nauczyciel w szkole Pawła Nowackiego. Reżyseruje przedstawienie teatralne w domu Pawła.